# Olea, Mexiko
Olea är en ort i Mexiko.   Den ligger i kommunen Iguala de la Independencia och delstaten Guerrero, i den södra delen av landet, 160 km söder om huvudstaden Mexico City. Olea ligger 540 meter över havet och antalet invånare är 163.
Terrängen runt Olea är kuperad åt sydost, men åt nordväst är den bergig. Olea ligger nere i en dal. Runt Olea är det ganska tätbefolkat, med 129 invånare per kvadratkilometer. Närmaste större samhälle är Cocula, 16,0 km norr om Olea. I omgivningarna runt Olea växer huvudsakligen savannskog.